# Mistrovství světa v biatlonu 2023
Mistrovství světa v biatlonu 2023 probíhalo ve dnech 8.–19. února 2023 v německém Oberhofu na stadionu Lotto Thüringen Arena am Rennsteig. Toto biatlonové středisko pořádalo mistrovství světa podruhé – před tím se zde závodilo v roce 2004.
Nejvíce medailí – pět zlatých, jednu stříbrnou a jednu bronzovou medaili – zde získal Nor Johannes Thingnes Bø, který se tak stal historicky nejúspěšnějším medailistou z jednoho mistrovství. Mezi ženami byla nejlepší Švédka Hanna Öbergová s dvěma zlatými, jednou stříbrnou a jednou bronzovou. Čeští biatlonisté zde oproti dvěma předchozím mistrovstvím nezískali žádnou medaili – nejlépe dojela mužská štafeta na čtvrtém místě. Přesto počtem umístění do 10. místa dosáhla česká reprezentace nejlepšího výsledku za posledních pět let.

## Volba pořadatele
O pořadateli se hlasovalo na kongresu Mezinárodní biatlonové unie 9. září 2018 v chorvatské Poreči. O pořádání se prostřednictvím Českého svazu biatlonu ucházelo také Nové Město na Moravě.
| Výsledky volby pořadatele | Výsledky volby pořadatele | Výsledky volby pořadatele | Výsledky volby pořadatele |
| Místo                     | Země                      | Počet hlasů               |                           |
| ------------------------- | ------------------------- | ------------------------- | ------------------------- |
| Oberhof                   | Německo                   | 28                        |                           |
| Nové Město na Moravě      | Česko                     | 21                        |                           |

## Česká účast

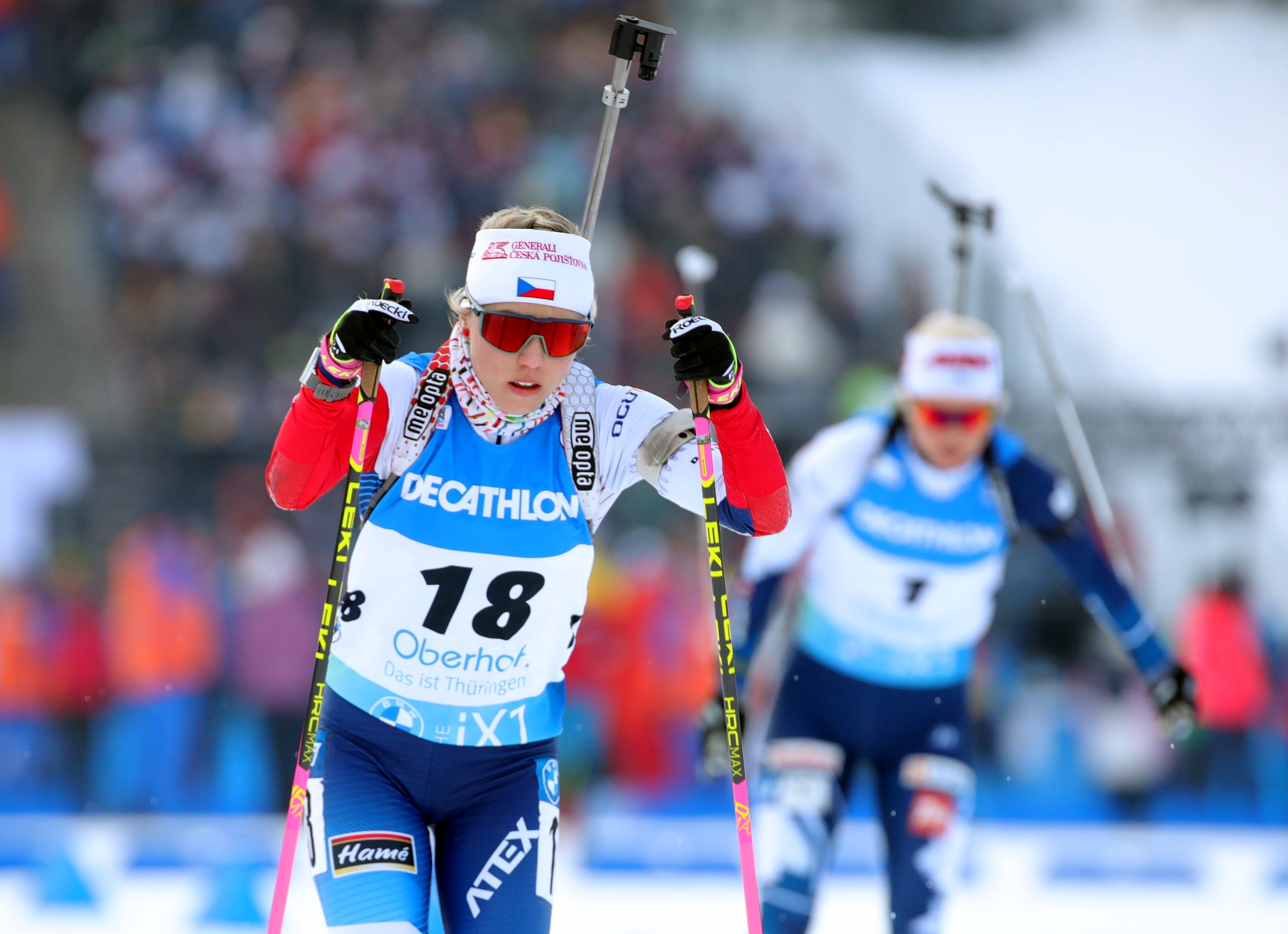
Tereza Voborníková na startu sprintu

Českou republiku mohl podle kritérií ze začátku sezóny reprezentovat tým pěti biatlonistů a pěti biatlonistek. Čtyři z nich byli na návrh trenérů nominovaní ze 6. podniku světového poháru v Anterselvě – z žen Markéta Davidová, Jessica Jislová, Tereza Voborníková a Lucie Charvátová, z mužů Michal Krčmář, Jakub Štvrtecký, Tomáš Mikyska a Jonáš Mareček.
O poslední místo bylo rozhodnuto na základě výsledků lednového Mistrovství Evropy, a to ve prospěch Adama Václavíka, který obsadil na šampionátu dvě místa v první desítce, zatímco jeho hlavní konkurent Vítězslav Hornig neskončil ani jednou mezi prvními dvaceti. Nejprve pátá žena nominována nebyla, když Eliška Václavíková ani Tereza Vinklárková neprokázaly podle trenérů dostatečnou výkonnost. Václavíková se však nakonec k týmu připojila, aby nahradila nemocnou Jessicu Jislovou, a Vinklárková proto, že v průběhu šampionátu rozhodla biatlonová unie, že nad rámec kvóty čtyř sportovců mají právo startu biatlonisté a biatlonistky do 15. místa aktuálního pořadí ve Světovém poháru. Proto se účast Markéty Davidové nepočítala.

### Výsledky
Z českých reprezentantů se umístila nejlépe Markéta Davidová na pátém místě v závodu s hromadným startem, kdy dokázala oproti předchozím závodům velmi rychle běžet. Ve stíhacím závodě se dařilo také Tereze Voborníkové, která si něm sedmým místem zajela své kariérní maximum. Z mužů se mezi nejlepšími deseti umístil jen Michal Krčmář, který ve vytrvalostním závodě dojel osmý.
V kolektivních závodech dosáhla nejlepšího výsledku mužská štafeta, která skončila na čtvrtém místě, i když při poslední předávce jela s náskokem na čele.

| Závodnice/Závodník | SP           | SZ           | HZ           | IZ           | ŠT           | SŠT          | SZD          |
| ------------------ | ------------ | ------------ | ------------ | ------------ | ------------ | ------------ | ------------ |
| Markéta Davidová   | 6.           | 16.          | 5.           | 10.          | 7.           | 5.           | –            |
| Lucie Charvátová   | 59.          | 41.          | –            | 39.          | 7.           | –            | –            |
| Jessica Jislová    | nestartovala | nestartovala | nestartovala | nestartovala | nestartovala | nestartovala | nestartovala |
| Eliška Václavíková | 65.          | –            | –            | 37.          | –            | –            | –            |
| Tereza Vinklárková | 85.          | –            | –            | 34.          | 7.           | –            | –            |
| Tereza Voborníková | 18.          | 7.           | 18.          | 45.          | 7.           | 5.           | 14.          |
| Michal Krčmář      | 14.          | 19.          | 27.          | 8.           | 4.           | 5.           | 14.          |
| Jonáš Mareček      | 68.          | –            | –            | 76.          | 4.           | –            | –            |
| Jakub Štvrtecký    | 15.          | 22.          | 22.          | 65.          | 4.           | –            | –            |
| Tomáš Mikyska      | 60.          | 31.          | 14.          | 14.          | 4.           | 5.           | –            |
| Adam Václavík      | 24.          | 51.          | –            | 81.          | –            | –            | –            |

## Program

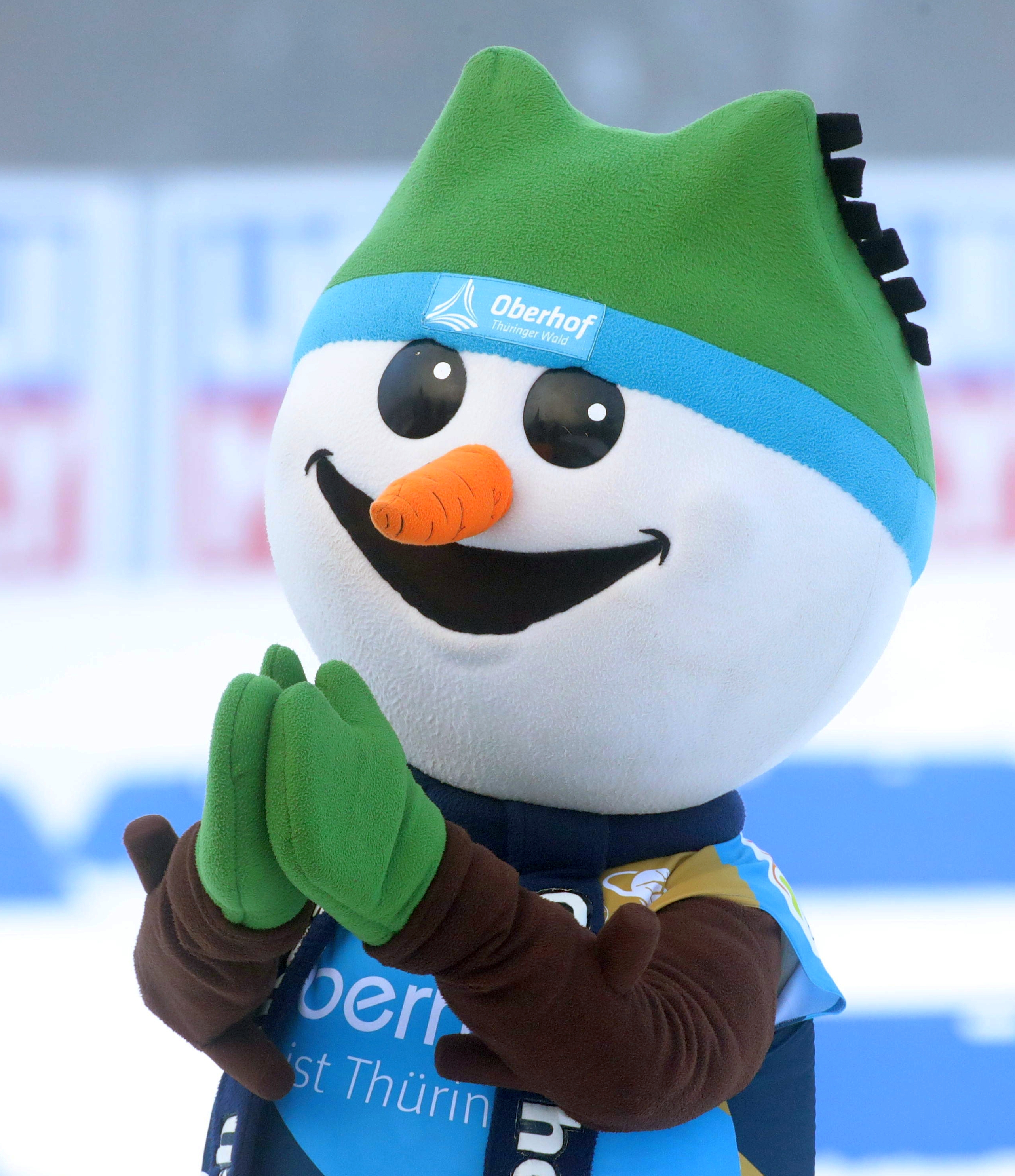
Maskot sněhulák Flocke

Na programu mistrovství bylo 12 disciplín. Muži i ženy absolvovali sprinty, stíhací závody, vytrvalostní závody, štafety a závody s hromadným startem. Společně také jeli závody smíšených štafet a smíšených dvojic.
| Den | Datum     | Disciplína                       | Začátek (SEČ) | Počet závodníků |
| --- | --------- | -------------------------------- | ------------- | --------------- |
| St  | 8. února  | Smíšená štafeta                  | 14:45         | 26 týmů         |
| Pá  | 10. února | Sprint (ženy)                    | 14:30         | 96              |
| So  | 11. února | Sprint (muži)                    | 14:30         | 111             |
| Ne  | 12. února | Stíhací závod (ženy)             | 13:25         | 57              |
| Ne  | 12. února | Stíhací závod (muži)             | 15:30         | 56              |
| Út  | 14. února | Vytrvalostní závod (muži)        | 14:30         | 104             |
| St  | 15. února | Vytrvalostní závod (ženy)        | 14:30         | 90              |
| Čt  | 16. února | Smíšený závod dvojic             | 15:10         | 27 týmů         |
| So  | 18. února | Štafeta (muži)                   | 11:45         | 22 týmů         |
| So  | 18. února | Štafeta (ženy)                   | 15:00         | 16 týmů         |
| Ne  | 19. února | Závod s hromadným startem (muži) | 12:30         | 30              |
| Ne  | 19. února | Závod s hromadným startem (ženy) | 15:15         | 30              |

Výsledky ze závodů na mistrovství světa se (oproti dřívějším rokům) nezapočítávaly u jednotlivých závodníků do celkového hodnocení světového poháru. Do pořadí národů se však počítaly.

## Průběh závodů

### Smíšená štafeta
Závod vyhráli favorizovaní Norové, kteří sice museli zpočátku na trestné kolo, ale dobrým výkonem na posledních dvou úsecích se propracovali do čela a zvítězili. Český tým ve složení Tereza Voborníková, Markéta Davidová, Michal Krčmář a Tomáš Mikyska podal vyrovnaný výkon a skončil pátý.

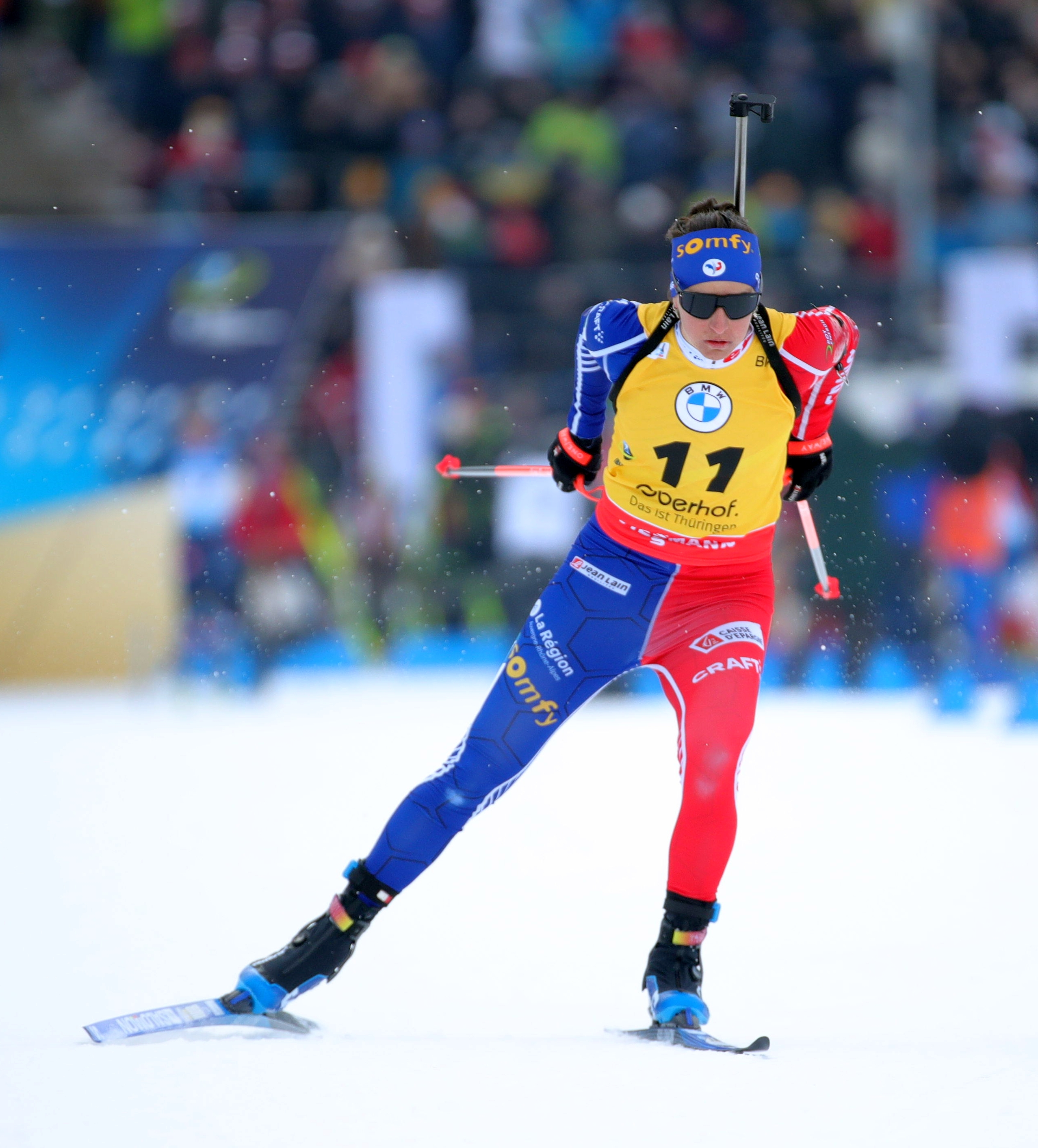
Francouzská biatlonistka Julia Simonová

### Sprinty
V závodě žen obsadila první místo domácí Denise Herrmannová-Wicková, která zastřílela obě položky bezchybně a běžela nejrychleji ze všech. Z českých závodnic se umístila nejlépe na šestém místě Markéta Davidová, která také zasáhla všechny terče, ale běžela pomaleji.
V mužském sprintu pak zvítězil podle očekávání Nor Johannes Thingnes Bø přes to, že při první střelbě nezasáhl jeden terč. I na dalších třech místech dojeli jeho reprezentační kolegové. Z Čechů dojelo nejlépe duo Michal Krčmář a Jakub Štvrtecký, kteří se umístili na 14. a 15. místě.

### Stíhací závody

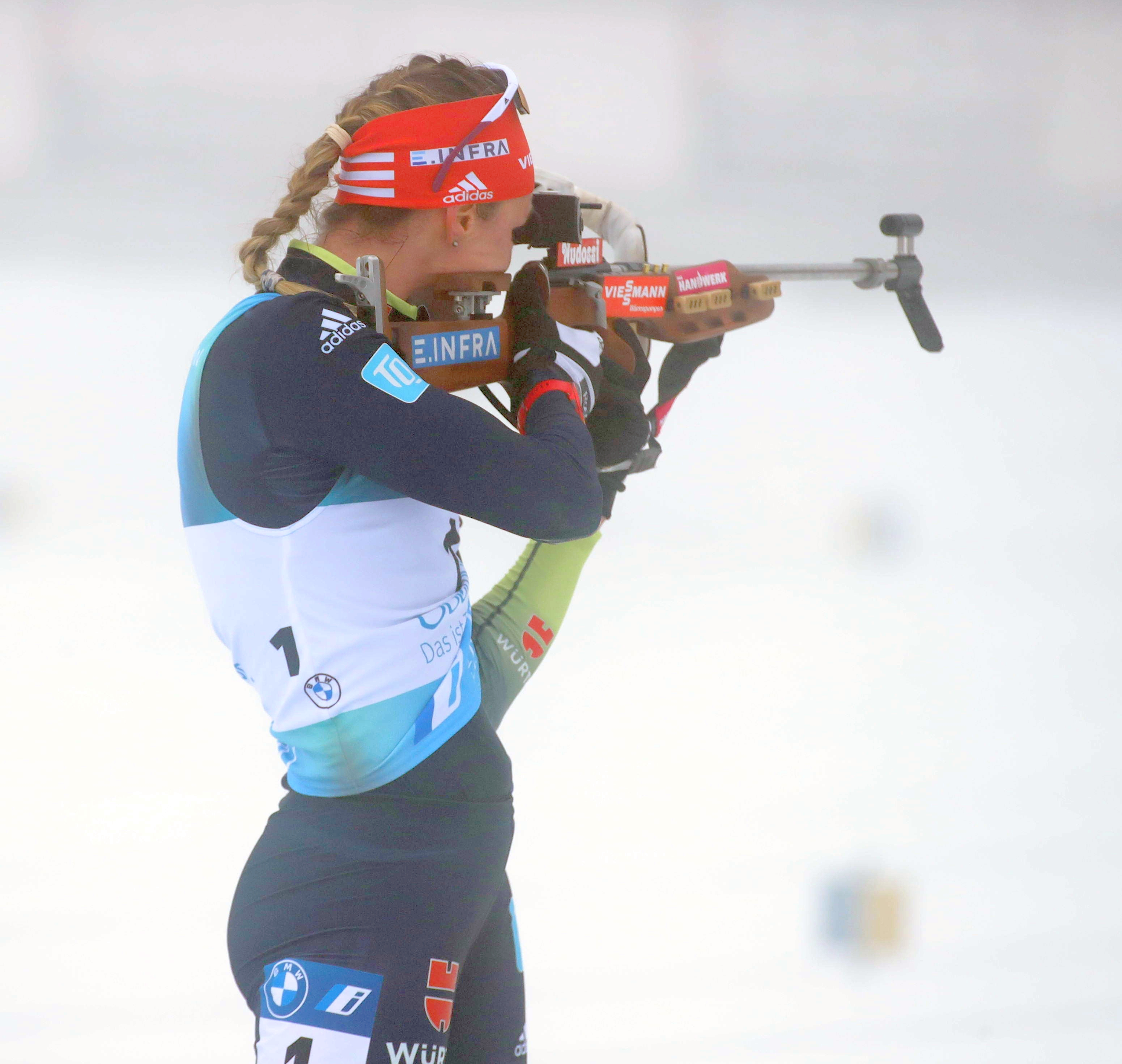
Němka Denise Herrmannová-Wicková střílí v mlze ve stíhacím závodu

Stíhací závod žen vyhrála Francouzka Julia Simonová díky vyrovnanému běhu a velmi dobré střelbě. Z českých závodnic dojela nejlépe překvapivě Tereza Voborníková, která se z 16. pozice na startu propracovala až na sedmou v cíli. Markéta Davidová dojela na 16. místě.
V závodě mužů zvítězil systémem start-cíl bezchybně střílející Johannes Thingnes Bø. Další místa opět obsadili jeho krajané, mezi něž se vklínil jen třetí Švéd Sebastian Samuelsson. Českým reprezentantům se nedařilo střelecky – nejlépe dojel Michal Krčmář na 19. místě. Tomáši Mikyskovi se však podařilo posunout z 60. místa na startu na 31. v cíli.

### Vytrvalostní závody

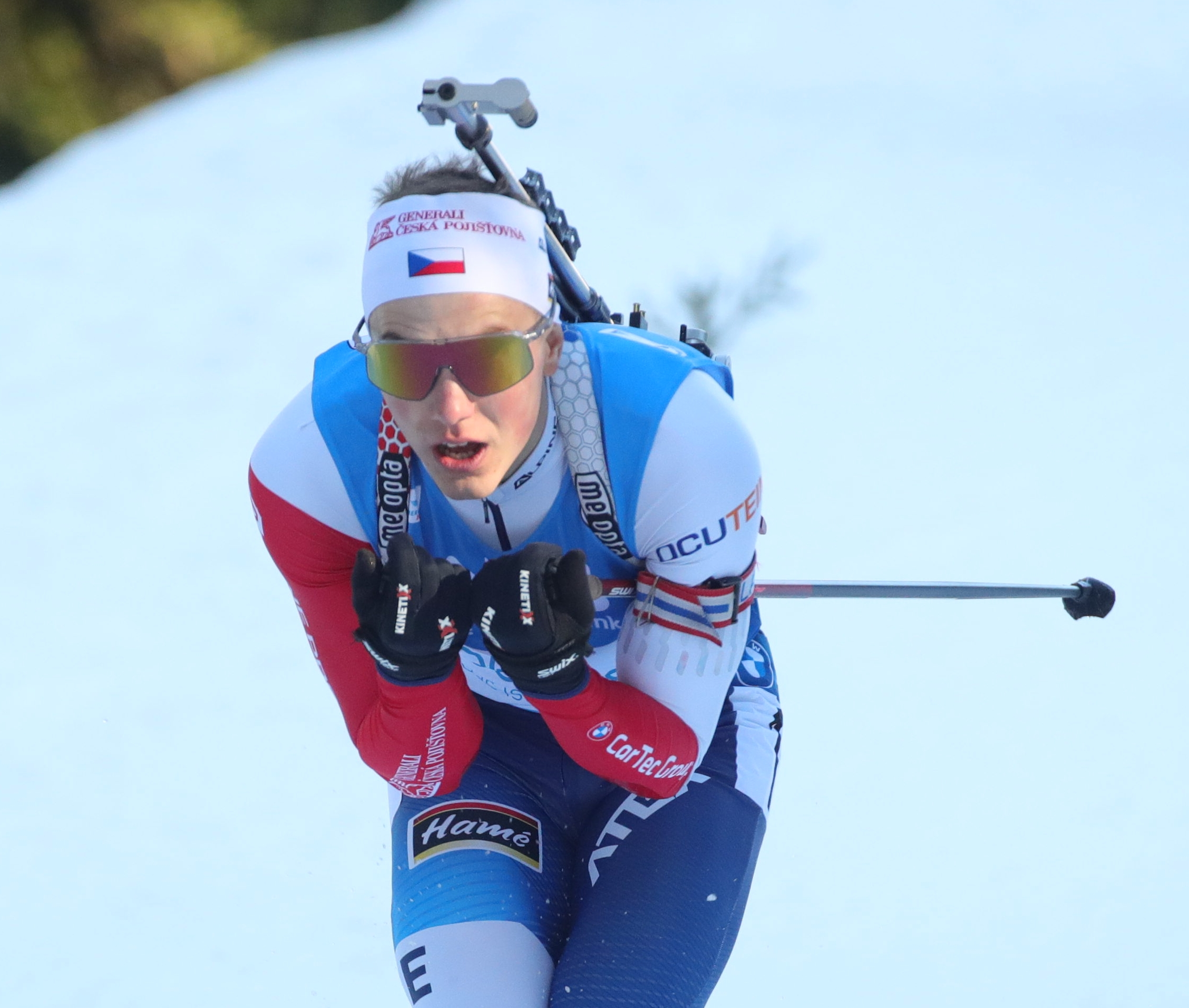
Jakub Štvrtecký ve vytrvalostním závodě

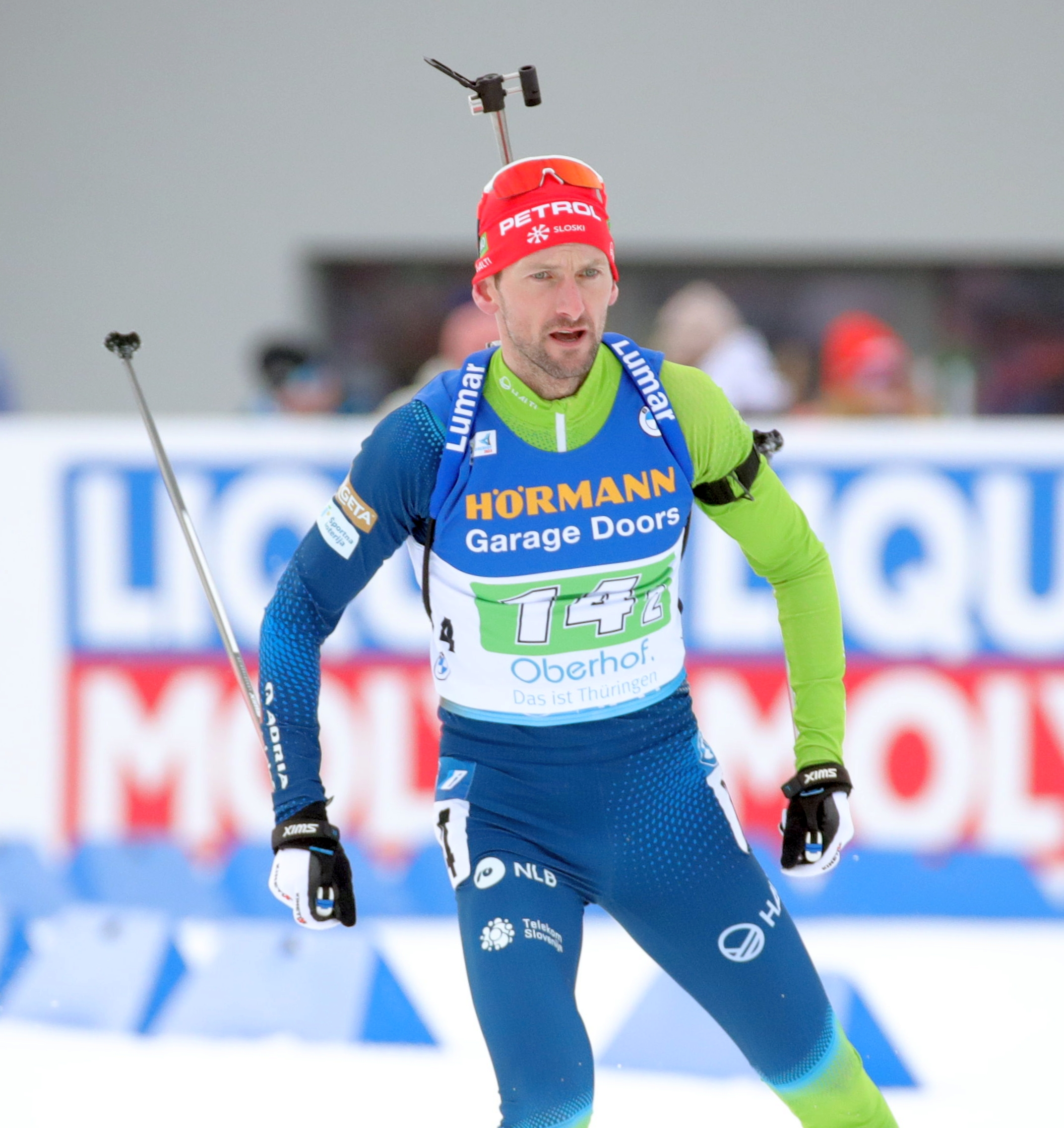
Slovinec Jakov Fak v závodu dvojic

V tomto závodě udělal favorizovaný Johannes Thingnes Bø dvě střelecké chyby. Přesto díky rychlému běhu vyhrál, také proto, že žádný z jeho nejbližších soupeřů nezastřílel čistě. Michal Krčmář přes pomalejší běh skončil osmý. Kariérního maxima ve vrcholných soutěžích dosáhl Tomáš Mikyska 12. místem
Mezi ženami zvítězila Švédka Hanna Öbergová. Nezasáhla sice jeden terč, ale jela rychleji než její čistě střílející krajanka Linn Perssonová, která skončila druhá. Z Češek nejlépe dojela nejlépe Markéta Davidová s třemi nezasaženými terči na desátém místě. 

### Smíšený závod dvojic
Závod vyhrála norská dvojice. Johannes Thingnes Bø musel sice po předposlední střelbě na trestné kolo, ale jako v předchozích závodech rychle běžel a v posledním kole získal rozhodující náskok, který udržel do cíle. Z české dvojice se nedařilo Michalu Krčmářovi, který musel na tři trestná kola a dojel čtrnáctý.

### Štafety

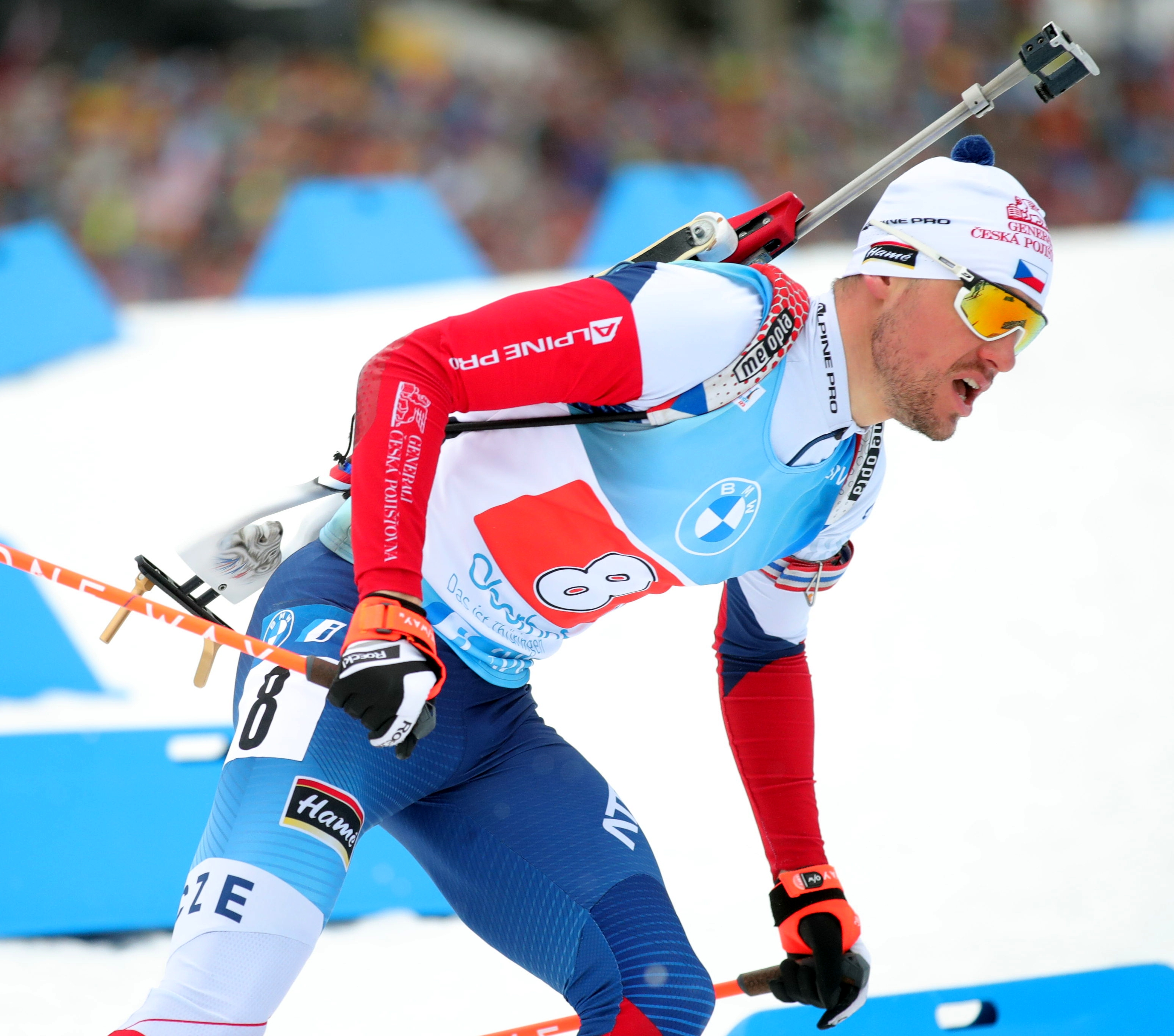
Michal Krčmář ve štafetě

V mužské štafetě zvítězili francouzští biatlonisté před favorizovanými Nory především zásluhou méně chyb na střelnici. Český tým dojel čtvrtý, i když se až do předposlední střelby pohyboval na čele.
Ženský závod ovládly Italky před domácím Německem především zásluhou lepší střelby. České biatlonistky skončily sedmé, když Markéta Davidová a Lucie Charvátová musely dohromady na tři trestná kola.

### Závody s hromadným startem

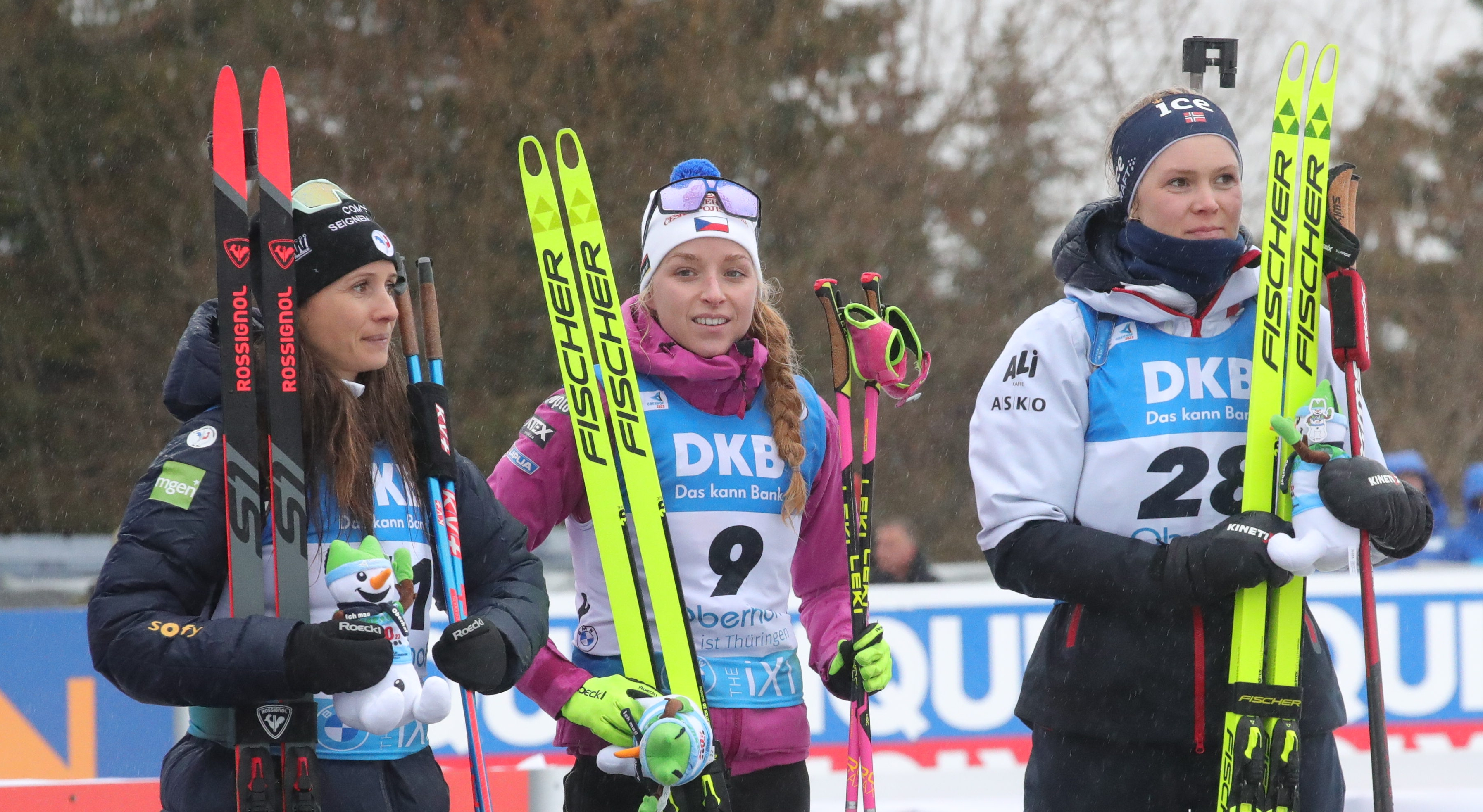
Markéta Davidová (uprostřed) při květinovém ceremoniálu po závodu s hromadným startem

V závodě zvítězil Švéd Sebastian Samuelsson, který střílel čistě a v posledním kole dokázal zrychlit  Favorizovaný Johannes Thingnes Bø, skončil třetí, když v posledním kole už nedokázal dojet sedmivteřinovou ztrátu. Z českých biatlonistů dojel nejlépe Tomáš Mikyska, který běžel pomaleji, ale zasáhl všechny terče kromě jednoho.
Ženský závod ovládla Švédka Hanna Öbergová, která se díky poslední, čisté střelbě dostala do čela a díky nejrychlejšímu běhu si udržela svůj náskok. Markéta Davidová se prezentovala také rychlým během a obsadila páté místo. 

## Medailisté

### Muži

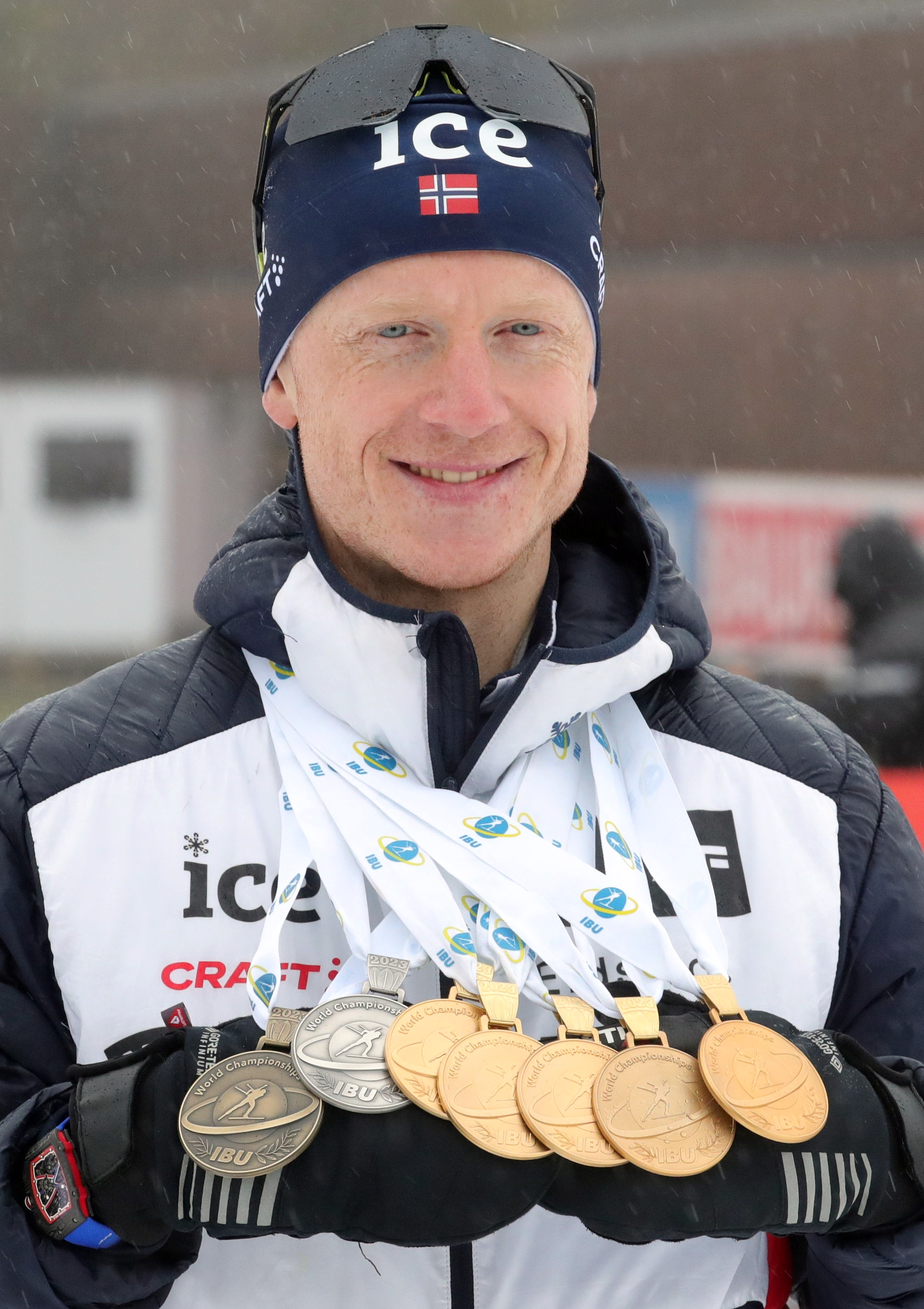
Nejúspěšnější závodník šampionátu Johannes Thingnes Bø

| Disciplína                                  | Zlato                                                                           | Výkon                                                     | Stříbro                                                                              | Výkon                                         | Bronz                                                                    | Výkon                                                     |
| Vytrvalostní závod (20 km) (detaily)        | Johannes Thingnes Bø                                                            | 49:57,5 (0+1+1+0)                                         | Sturla Holm Laegreid                                                                 | 51:08,5 (0+0+0+1)                             | Sebastian Samuelsson                                                     | 51:17,6 (0+0+1+0)                                         |
| Sprint (10 km) (detaily)                    | Johannes Thingnes Bø                                                            | 23:21,7 (1+0)                                             | Tarjei Bø                                                                            | 23:36,5 (0+0)                                 | Sturla Holm Laegreid                                                     | 24:01,6 (0+1)                                             |
| Stíhací závod (12,5 km) (detaily)           | Johannes Thingnes Bø                                                            | 33:34,5 (0+0+0+0)                                         | Sturla Holm Laegreid                                                                 | 34:45,7 (0+0+0+0)                             | Sebastian Samuelsson                                                     | 35:28,6 (0+0+0+2)                                         |
| Závod s hromadným startem (15 km) (detaily) | Sebastian Samuelsson                                                            | 36:42,8 (0+0+0+0)                                         | Martin Ponsiluoma                                                                    | 36:52,7 (0+1+1+0)                             | Johannes Thingnes Bø                                                     | 37:21,6 (1+1+0+1)                                         |
| Štafeta (4×7,5 km) (detaily)                | FrancieAntonin Guigonnat Fabien Claude Émilien Jacquelin Quentin Fillon Maillet | 1:21:48,8 (0+0) (0+2) (0+1) (0+2) (0+0) (1+3) (0+1) (0+0) | NorskoVetle Sjåstad Christiansen Tarjei Bø Sturla Holm Laegreid Johannes Thingnes Bø | 1:22:27,6 (0+2) (0+3) (0+0) (1+3) (0+3) (0+0) | ŠvédskoPeppe Femling Martin Ponsiluoma Jesper Nelin Sebastian Samuelsson | 1:23:28,7 (0+1) (1+3) (0+2) (0+1) (0+1) (0+1) (0+3) (0+1) |

### Ženy

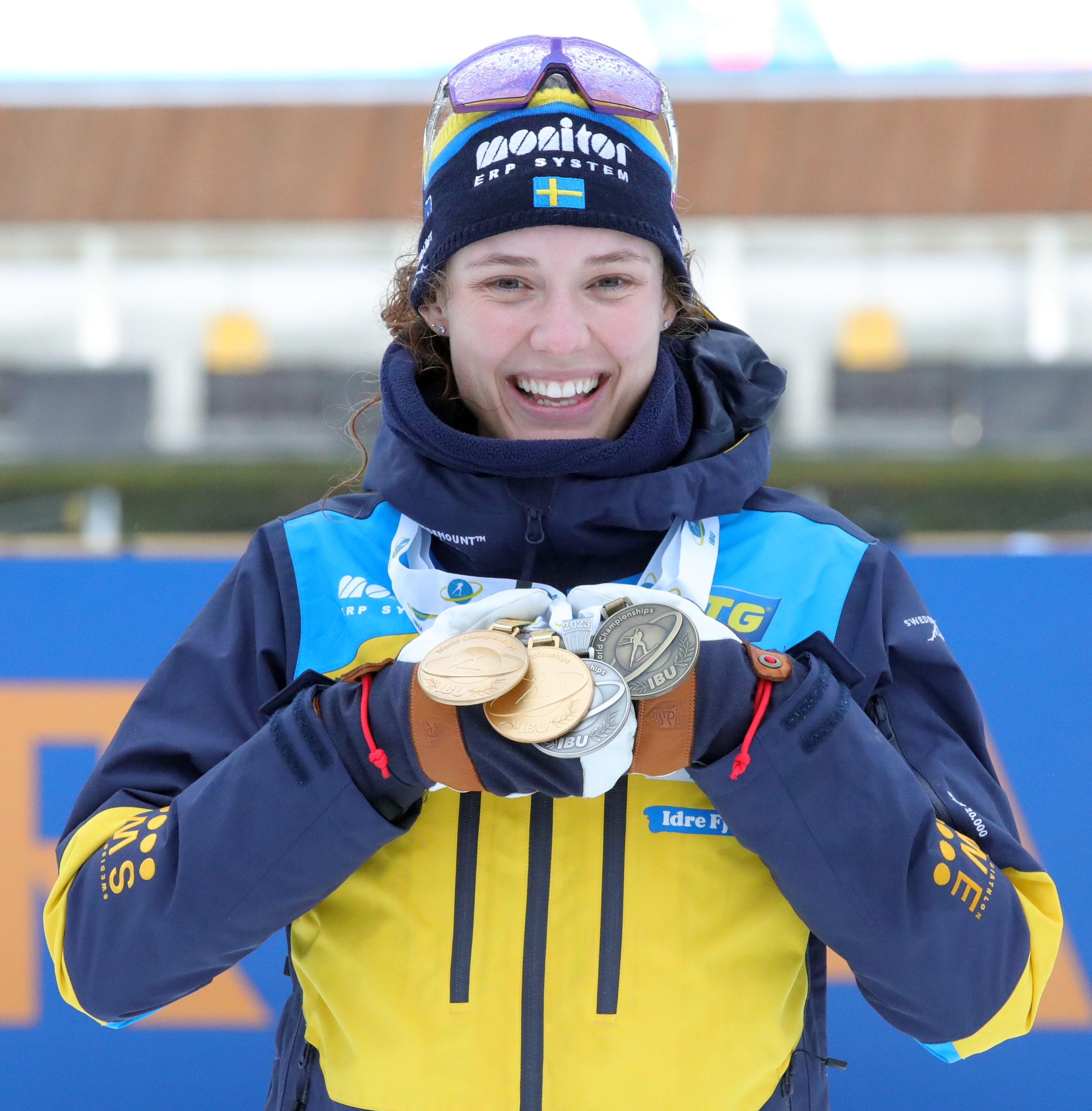
Nejúspěšnější závodnice šampionátu Hanna Öbergová

| Disciplína                                    | Zlato                                                                             | Výkon                                         | Stříbro                                                                                  | Výkon                                                     | Bronz                                                                   | Výkon                                                     |
| Vytrvalostní závod (15 km) (detaily)          | Hanna Öbergová                                                                    | 43:36,1 (1+0+0+0)                             | Linn Perssonová                                                                          | 43:46,4 (0+0+0+0)                                         | Lisa Vittozziová                                                        | 44:04,1 (0+0+0+1)                                         |
| Sprint (7,5 km) (detaily)                     | Denise Herrmannová-Wicková                                                        | 21:19,7 (0+0)                                 | Hanna Öbergová                                                                           | 21:21,9 (0+0)                                             | Linn Perssonová                                                         | 21:45,9 (0+0)                                             |
| Stíhací závod (10 km) (detaily)               | Julia Simonová                                                                    | 32:00,8 (0+0+0+1)                             | Denise Herrmannová-Wicková                                                               | 32:27,8 (1+0+1+2)                                         | Marte Olsbuová Røiselandová                                             | 32:38,5 (1+1+1+0)                                         |
| Závod s hromadným startem (12,5 km) (detaily) | Hanna Öbergová                                                                    | 36:48,0 (1+1+0+0)                             | Ingrid Landmark Tandrevoldová                                                            | 36:52,8 (0+1+0+0)                                         | Julia Simonová                                                          | 37:08,8 (1+1+0+1)                                         |
| Štafeta (4×6 km) (detaily)                    | ItálieSamuela Comolová Dorothea Wiererová Hannah Auchentallerová Lisa Vittozziová | 1:14:39,7 (0+0) (0+0) (0+0) (0+1) (0+0) (0+0) | NěmeckoVanessa Voigtová Hanna Kebingerová Sophia Schneiderová Denise Herrmannová-Wicková | 1:15:04,4 (0+0) (0+0) (0+2) (0+0) (0+1) (0+2) (0+0) (0+1) | ŠvédskoLinn Perssonová Anna Magnussonová Elvira Öbergová Hanna Öbergová | 1:15:34,4 (0+2) (0+0) (0+1) (2+3) (0+1) (0+2) (0+2) (0+0) |

### Smíšené štafety
| Disciplína                                  | Zlato | Výkon                                                     | Stříbro                                                                  | Výkon                                         | Bronz                                                                                        | Výkon                                                   |
| Smíšená štafeta (4×6 km) (detaily)          | NorskoIngrid Landmark Tandrevoldová Marte Olsbuová Røiselandová Sturla Holm Laegreid Johannes Thingnes Bø | 1:04:41,0 (0+0) (1+3) (0+0) (0+2) (0+0) (0+0) (0+3) (0+1) | ItálieLisa Vittozziová Dorothea Wiererová Didier Bionaz Tommaso Giacomel | 1:04:53,5 (0+0) (0+1) (0+1) (0+2) (0+0) (0+1) | FrancieJulia Simonová Anaïs Chevalierová-Bouchetová Émilien Jacquelin Quentin Fillon Maillet | 1:05:37,8 (0+1) (0+0) (0+2) (0+2) (0+3) (0+0)           |
| Smíšený závod dvojic (6 + 7,5 km) (detaily) | NorskoMarte Olsbuová Røiselandová Johannes Thingnes Bø                                                    | 35:37,1 (0+2) (0+0) (0+1) (0+0) (0+0) (0+0) (1+3) (0+0)   | RakouskoLisa Theresa Hauserová David Komatz                              | 35:50,9 (0+0) (0+1) (0+1) (0+0) (0+1) (0+1)   | ItálieLisa Vittozziová Tommaso Giacomel                                                      | 36:28,1 (0+0) (0+1) (0+1) (0+1) (0+0) (0+2) (0+1) (2+3) |

## Medailové pořadí

### Medailové pořadí zemí
| Pořadí | Země     | 1. místo | 2. místo | 3. místo | Celkově |
| ------ | -------- | -------- | -------- | -------- | ------- |
| 1.     | Norsko   | 5        | 5        | 3        | 13      |
| 2.     | Švédsko  | 3        | 3        | 5        | 11      |
| 3.     | Francie  | 2        | 0        | 2        | 4       |
| 3.     | Německo  | 1        | 2        | 0        | 3       |
| 5.     | Itálie   | 1        | 1        | 2        | 4       |
| 6.     | Rakousko | 0        | 1        | 0        | 1       |
|        | Celkem   | 12       | 12       | 12       | 36      |

### Medailové pořadí závodníků

#### Muži
| Pořadí | Závodník                   | Zlato | Stříbro | Bronz | Celkově |
| ------ | -------------------------- | ----- | ------- | ----- | ------- |
| 1.     | Johannes Thingnes Bø       | 5     | 1       | 1     | 7       |
| 2.     | Sebastian Samuelsson       | 1     | 0       | 3     | 4       |
| 3.     | Sturla Holm Laegreid       | 1     | 3       | 1     | 5       |
| 4.     | Émilien Jacquelin          | 1     | 0       | 1     | 2       |
| 4.     | Quentin Fillon Maillet     | 1     | 0       | 1     | 2       |
| 6.     | Antonin Guigonnat          | 1     | 0       | 0     | 1       |
| 6.     | Fabien Claude              | 1     | 0       | 0     | 1       |
| 8.     | Tarjei Bø                  | 0     | 2       | 0     | 2       |
| 9.     | Martin Ponsiluoma          | 0     | 1       | 0     | 1       |
| 10.    | Tommaso Giacomel           | 0     | 1       | 1     | 2       |
| 11.    | Didier Bionaz              | 0     | 1       | 0     | 1       |
| 11.    | David Komatz               | 0     | 1       | 0     | 1       |
| 11.    | Vetle Sjåstad Christiansen | 0     | 1       | 0     | 1       |
| 14.    | Peppe Femling              | 0     | 0       | 1     | 1       |
| 14.    | Martin Ponsiluoma          | 0     | 0       | 1     | 1       |
| 14.    | Jesper Nelin               | 0     | 0       | 1     | 1       |

#### Ženy
| Pořadí | Závodník                      | Zlato | Stříbro | Bronz | Celkově |
| ------ | ----------------------------- | ----- | ------- | ----- | ------- |
| 1.     | Hanna Öbergová                | 2     | 1       | 1     | 4       |
| 2.     | Marte Olsbuová Røiselandová   | 2     | 0       | 1     | 3       |
| 3.     | Denise Herrmannová-Wicková    | 1     | 2       | 0     | 3       |
| 4.     | Julia Simonová                | 1     | 0       | 2     | 3       |
| 5.     | Lisa Vittozziová              | 1     | 1       | 2     | 4       |
| 6.     | Dorothea Wiererová            | 1     | 1       | 0     | 2       |
| 6.     | Ingrid Landmark Tandrevoldová | 1     | 1       | 0     | 2       |
| 9.     | Samuela Comolová              | 1     | 0       | 0     | 1       |
| 9.     | Hannah Auchentallerová        | 1     | 0       | 0     | 1       |
| 10.    | Linn Perssonová               | 0     | 1       | 2     | 3       |
| 11.    | Lisa Hauserová                | 0     | 1       | 0     | 1       |
| 11.    | Vanessa Voigtová              | 0     | 1       | 0     | 1       |
| 11.    | Hanna Kebingerová             | 0     | 1       | 0     | 1       |
| 11.    | Sophia Schneiderová           | 0     | 1       | 0     | 1       |
| 15.    | Anaïs Chevalierová-Bouchetová | 0     | 0       | 1     | 1       |
| 16.    | Anna Magnussonová             | 0     | 0       | 1     | 1       |
| 16.    | Elvira Öbergová               | 0     | 0       | 1     | 1       |